# باخموت (باشقیرستان)
باخموت (انگلیسی: Bakhmut, Republic of Bashkortostan) یک شهرک در شهرستان کویورگازینسکی جمهوری باشقیرستان در کشور روسیه است.